# Лаєл (Іллінойс)
Лаєл (англ. Lisle) — селище (англ. village) в США, в окрузі Дюпаж штату Іллінойс. Населення — 24 223 особи (2020).

## Географія
Лаєл розташований за координатами 41°47′32″ пн. ш. 88°5′16″ зх. д. / 41.79222° пн. ш. 88.08778° зх. д. (41.792111, -88.087705).  За даними Бюро перепису населення США в 2010 році селище мало площу 18,19 км², з яких 17,72 км² — суходіл та 0,47 км² — водойми.

## Демографія
Згідно з переписом 2010 року, у селищі мешкало 22 390 осіб у 9304 домогосподарствах у складі 5444 родин. Густота населення становила 1231 особа/км².  Було 9915 помешкань (545/км²).
Расовий склад населення:
| - 77,7 % — білих - 11,9 % — азіатів - 5,6 % — чорних або афроамериканців - 0,1 % — корінних американців - 2,5 % — осіб інших рас |

До двох чи більше рас належало 2,1 %. Частка іспаномовних становила 7,5 % від усіх жителів.
За віковим діапазоном населення розподілялося таким чином: 21,0 % — особи молодші 18 років, 68,1 % — особи у віці 18—64 років, 10,9 % — особи у віці 65 років та старші. Медіана віку мешканця становила 37,2 року. На 100 осіб жіночої статі у селищі припадало 97,7 чоловіків;  на 100 жінок у віці від 18 років та старших — 95,3 чоловіків також старших 18 років.
Середній дохід на одне домашнє господарство  становив 105 424 долари США (медіана — 75 373), а середній дохід на одну сім'ю — 137 897 доларів (медіана — 103 659). Медіана доходів становила 70 860 доларів для чоловіків та 56 146 доларів для жінок. За межею бідності перебувало 8,6 % осіб, у тому числі 12,0 % дітей у віці до 18 років та 5,4 % осіб у віці 65 років та старших.
Цивільне працевлаштоване населення становило 11 766 осіб. Основні галузі зайнятості: освіта, охорона здоров'я та соціальна допомога — 20,1 %, науковці, спеціалісти, менеджери — 16,8 %, виробництво — 10,8 %, фінанси, страхування та нерухомість — 9,2 %.